# Vic-sur-Cère
Vic-sur-Cère è un comune francese di 2 028 abitanti situato nel dipartimento del Cantal nella regione dell'Alvernia-Rodano-Alpi.

## Società

### Evoluzione demografica
Abitanti censiti